# Două puncte
Două puncte este semnul de punctuație care anunță vorbirea directă sau o enumerare, o explicație, o concluzie și marchează totodată o pauză, în general mai scurtă decât cea indicată prin punct. 
Exemplu:
„ — A, mamă, bine mi-ai spus tu: în loc de prieteni am găsit niște ticăloși nerecunoscători.”
 (citat din Ion Luca Caragiale, „Abu-Hasan”)
Semnul de punctuație „două puncte” se pune atât la sfârșitul unei fraze sau grup de cuvinte din limba română, cât și în interiorul său.
„Erau în casa aceea trei oameni[:] Busuioc, Iorgovan, Sofron.”
 (citat din Ioan Slavici, O. I 269)
„Umblând baba, de colo-colo, rebegită de frig, vede pe fecioru-său răzimat cu șalele de-o stâncă și prinde a-i grăi[:] „Aba, Dragomire maică, lumea se prăpădește de frig, și tu stai și cânți din fluier!”
 (citat din Alexandru Vlahuță, O. A 411)

## Alte semne de punctuație
- Apostrof
- Bară oblică (slash /)
- Bară oblică inversă (backslash \)
- Blanc (spațiu)
- Cratimă
- Ghilimele
- Linie de dialog
- Linie de pauză
- Punct
- Punct și virgulă
- Puncte de suspensie
- Semnul exclamării
- Semnul întrebării
- Virgulă